# Сабрина П. Рамет
Сабрина Петра Рамет (енгл. Sabrina Petra Ramet; Лондон 26. јун 1949) је амерички професор и новинар.
Рођен је као Педро Рамет пре промене пола 1980-их, када је постаo Сабрина Рамет. Специјализоваo се за историју и политику источне Европе и тренутно је професор политичких наука на Норвешком универзитету науке и технологије у Трондхајму.
Историчар Дејан Ђокић га је 2008. године назвао 'несумњиво најплоднијим научником бивше Југославије који пише на енглеском'.

## Одабрана дела
- Ramet, Sabrina P. (1994). „Primordial Ethnicity or Modern Nationalism: The Case of Yugoslavia's Muslims, Reconsidered”. Muslim Communities Reemerge: Historical Perspectives on Nationality, Politics, and Opposition in the Former Soviet Union and Yugoslavia. Durham and London: Duke University Press. стр. 111—138.
- Ramet, Sabrina P. (2005). Thinking about Yugoslavia: Scholarly Debates about the Yugoslav Breakup and the Wars in Bosnia and Kosovo. Cambridge, UK: Cambridge University Press.
- Nationalism and Federalism in Yugoslavia, 1963-1983 (Bloomington, Indiana: Indiana University Press, 1984)
- Nationalism and Federalism in Yugoslavia, 1962-1991, 2nd edition (Bloomington, Indiana: Indiana University Press, 1992)